# The Disco Before the Breakdown
"The Disco Before the Breakdown" is de eerste single van de Amerikaanse punkband Against Me! Het werd in november 2002 uitgegeven via het punklabel No Idea Records op cd en 7" grammofoonplaat. Het is de eerste uitgave van de band waar bassist Andrew Seward op te horen is. Seward verving de oorspronkelijke bassist Dustin Fridkin een paar maanden voor de uitgave van de single. De line-up die nu bestond uit Seward, Laura Jane Grace, James Bowman, en Warren Oakes zou zo blijven tot 2009.

## Nummers

### Vinyl versie
Kant A
1. "The Disco Before the Breakdown" - 3:06

Kant B
1. "Tonight We're Gonna Give It 35%" - 3:25
2. "Beginning in an Ending" - 2:47

### Cd versie
1. "The Disco Before the Breakdown" - 3:06
2. "Tonight We're Gonna Give It 35%" - 3:25
3. "Beginning in an Ending" - 2:47

## Band
- Laura Jane Grace - gitaar, zang
- James Bowman - gitaar, achtergrondzang
- Andrew Seward - basgitaar, achtergrondzang
- Warren Oakes - drums